# Rolecha
Rolecha es una localidad costera del sur de Chile que pertenece a la comuna de Hualaihué, en la provincia de Palena, Región de Los Lagos. Se encuentra frente a ensenada Quetén, en el sector noreste del golfo de Ancud. En lengua indígena Rolecha significa «brazo lateral del valle».
Uno de los oficios más destacados es la construcción de botes y lanchas a través de astilleros artesanales.
El caserío cuenta con un establecimiento rural llamada Escuela Semillero, con atención de kínder y prekínder, y con una iglesia.
Se encuentra en la llamada «ruta costera» de la comuna, que une a distintos caseríos a orillas del seno de Reloncaví y del golfo de Ancud. En dirección a Contao le siguen Tentelhue (2 km), Caleta Curamin (5 km), Caleta Aulen (8 km), Quildaco Bajo (12 km) y La Poza (15 km); en dirección a Hornopirén continúan las localidades de Caleta Quetén (7 km), Chauchil (9 km), Lleguimán (15 km) y Hualaihué Puerto (24 km).